# Sächsische Achse

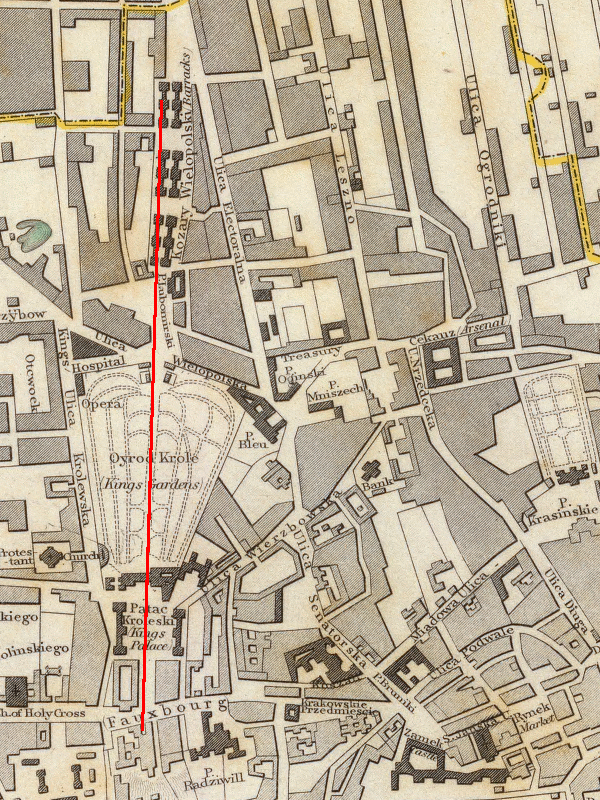
Markierung der "Sächsischen Achse" in einem Stadtplan Warschaus von 1831

Die Sächsische Achse (polnisch Oś Saska) ist eine teilweise noch bestehende barocke städtebauliche Anlage in Warschau vom Beginn des 18. Jahrhunderts, die in Ost-West-Richtung verläuft.
Sie wurde von dem polnischen König August II. dem Starken um 1700 – während der Sachsenzeit – errichtet. Die Sächsische Achse verlief von der Krakauer Vorstadt in westlicher Richtung über den damaligen Sächsischen Platz (heute Piłsudski-Platz), das ehemalige Sächsische Palais, den Sächsischen Garten, das Westtor des Parks, den nicht mehr vorhandenen Marktplatz in Wielopolska (Plac Za Żelazną Bramą) bis zu den Kasernen der berittenen königlichen Garde im heutigen Stadtteil Wola. Nach einer Drehung des Lubomirski-Palastes im Jahr 1969 endet die Achse im Westen heute bei ihm. Die Sächsische Achse verläuft quer zu einer anderen Achse, dem älteren Warschauer Königsweg, der mit der Krakauer Vorstadt beginnend von Norden nach Süden führt.